# Yoshinori Muto
Yoshinori Muto (武藤 嘉紀, Muto Yoshinori, Tokio, 15 juli 1992) is een Japans voetballer die doorgaans als vleugelspeler speelt. Hij verruilde 1. FSV Mainz 05 in augustus 2018 voor Newcastle United. Muto debuteerde in 2014 in het Japans voetbalelftal.

## Clubcarrière
Muto kreeg zijn voetbalopleiding bij FC Tokyo. In 2010 ging hij naar de Keio Universiteit, waar hij in het schoolteam voetbalde. In juli 2013 mocht de vleugelspeler meespelen met FC Tokyo in de competitiewedstrijd tegen Sanfrecce Hiroshima. In 2014 kreeg hij zijn eerste profcontract. Op 19 april 2014 maakte de Japanner zijn eerste doelpunt in de J-League tegen Cerezo Osaka. Dat seizoen maakte hij in totaal dertien doelpunten in drieëndertig wedstrijden. Op het eind van het seizoen werd Muto verkozen in het elftal van het seizoen.
In maart 2015 studeerde Muto af aan de Keio-universiteit. Eén maand later ontving FC Tokyo een officieel bod van Chelsea op de speler. Muto tekende in mei 2015 daarentegen een contract tot medio 2019 bij 1. FSV Mainz 05. Dat betaalde FC Tokyo circa €3.000.000,- voor hem.

## Clubstatistieken
| Seizoen     | Club             | Competitie     | Competitie | Competitie | Beker | Beker | Internationaal | Internationaal | Totaal | Totaal |
| Seizoen     | Club             | Competitie     | Wed.       | Dlp.       | Wed.  | Dlp.  | Wed.           | Dlp.           | Wed.   | Dlp.   |
| ----------- | ---------------- | -------------- | ---------- | ---------- | ----- | ----- | -------------- | -------------- | ------ | ------ |
| 2013        | FC Tokyo         | J1 League      | 1          | 0          | 0     | 0     | —              | —              | 1      | 0      |
| 2014        | FC Tokyo         | J1 League      | 33         | 13         | 5     | 1     | —              | —              | 38     | 14     |
| 2015        | FC Tokyo         | J1 League      | 17         | 10         | 4     | 2     | —              | —              | 21     | 12     |
| Club totaal | Club totaal      | Club totaal    | 51         | 23         | 9     | 3     | 0              | 0              | 60     | 26     |
| 2015/16     | 1. FSV Mainz 05  | Bundesliga     | 20         | 7          | 1     | 0     | —              | —              | 21     | 7      |
| 2016/17     | 1. FSV Mainz 05  | Bundesliga     | 19         | 5          | 0     | 0     | 2              | 1              | 21     | 6      |
| 2017/18     | 1. FSV Mainz 05  | Bundesliga     | 27         | 8          | 3     | 2     | —              | —              | 30     | 10     |
| Club totaal | Club totaal      | Club totaal    | 66         | 20         | 4     | 2     | 2              | 1              | 72     | 23     |
| 2018/19     | Newcastle United | Premier League | 17         | 1          | 1     | 0     | —              | —              | 18     | 1      |
| Club totaal | Club totaal      | Club totaal    | 17         | 1          | 1     | 0     | 0              | 0              | 18     | 1      |

Bijgewerkt t/m 20 mei 2019

## Interlandcarrière
Muto debuteerde op 5 september 2014 in het Japans voetbalelftal, in een oefeninterland tegen Uruguay. Hij mocht na 58 minuten invallen voor Yusuka Minagawa. Vier dagen later maakte hij zijn eerste interlanddoelpunt, in een vriendschappelijke treffen met Venezuela. Muto nam in 2018 met Japan deel aan het WK 2018.

## Statistieken
| Japans voetbalelftal | Japans voetbalelftal | Japans voetbalelftal |
| Jaar                 | Wed.                 | Dlp.                 |
| -------------------- | -------------------- | -------------------- |
| 2014                 | 6                    | 1                    |
| 2015                 | 12                   | 1                    |
| 2016                 | 1                    | 0                    |
| 2017                 | 2                    | 0                    |
| 2018                 | 4                    | 0                    |
| 2019                 | 4                    | 1                    |
| Totaal               | 29                   | 3                    |